# 일과 날

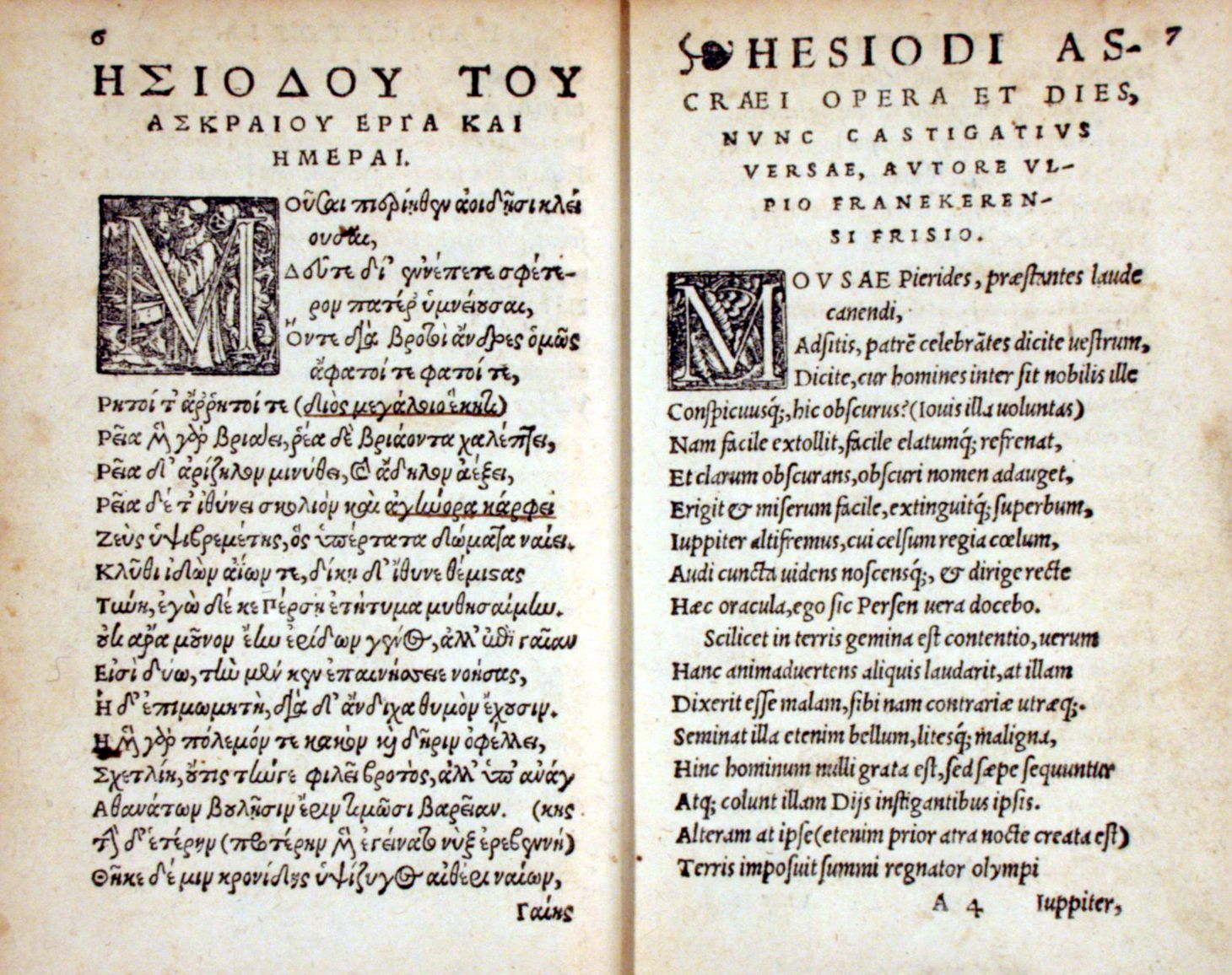
1539년의 출판본

《일과 날》(고대 그리스어: Ἔργα καὶ Ἡμέραι, 에르가 카이 헤메라이, 라틴어: Opera et Dies, 노동과 나날로도 번역)은 헤시오도스가 쓴 약 800편의 그리스어 운문으로 이루어진 시가 작품이다. 이 시는 일반적인 진리 두 가지를 반복한다. 일(노동)은 모든 사람들이 떠안은 운명이지만, 일하려는 자는 시간을 보낸다는 것이다. 학자들은 이 작품이 새로운 땅을 찾아 식민지 원정 선풍이 불던 당대 그리스 본토의 농업 위기를 배경으로 삼고 있다고 보고 있다.

## 같이 보기
- 고대 그리스 문학

## 참고 문헌
- 〈일과 날〉, 《신들의 계보》, 헤시오도스, 천병희 역, 숲, 2009.